# Nicolas Fatio de Duillier

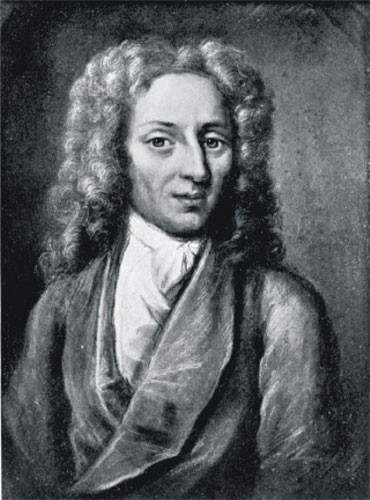
Nicolas Fatio, Unbekannter Künstler

Nicolas Fatio de Duillier (* 16. Februar 1664 in Basel; † 10. Mai 1753 in Maddersfield bei Worcester) war ein bedeutender Genfer Mathematiker im ausgehenden 17. Jahrhundert und wurde durch seine Arbeiten über das Zodiakallicht, seine Rolle im Prioritätsstreit zwischen Isaac Newton und Gottfried Wilhelm Leibniz, und durch seine später als Le-Sage-Gravitation bezeichnete Gravitationstheorie bekannt.

## Von Paris nach London
Fatio wurde als siebentes von 14 Kindern als Sohn von Jean-Baptiste und Cathérine Fatio geboren. 1672 übersiedelte die Familie auf das Landgut Duillier. 1682, im Alter von 18 Jahren reiste Fatio nach Paris, um unter dem damals berühmten Astronomen Giovanni Domenico Cassini am Pariser Observatorium astronomische Studien zu treiben. Fatios größter Erfolg waren seine Arbeiten (1684) über die Natur des von Cassini (1683) entdeckten Zodiakallichtes, welche im Grunde bis heute gültig sind. Fatio erklärte dieses Phänomen anhand von Teilchen, welche das Licht der Sonne reflektieren.
1686 wurde Fatio zufällig Zeuge eines gegen Wilhelm von Oranien gerichteten Komplotts, welches er vereiteln konnte. Im selben Jahr machte er die Bekanntschaft von Jakob I Bernoulli und Christiaan Huygens, mit dem sich eine besonders enge Zusammenarbeit entwickelte. Hauptinhalte waren die Infinitesimalrechnung und besonders die Bestimmung der Tangenten von Fadenkurven.
1687 reiste er nach London, schloss dort Bekanntschaft mit John Wallis und Edward Bernard (1638–1697) und erarbeitete eine Lösung des damals so genannten „inversen Tangentenproblems“ (eine Lösung für bestimmte Differentialgleichungen). Freundschaftlich verbunden war er auch mit Gilbert Burnet (1643–1715), John Locke, Richard Hampden (1631–1695) und dessen Sohn John Hampden (1653–1696). 1688 wurde er schließlich auf Vorschlag von John Hoskyns (1634–1705) in die Royal Society aufgenommen.
1688 referierte er vor der Royal Society die mechanische Gravitationserklärung von Huygens, welche er mit der von Newton verbinden wollte. Schließlich verfasste er in einem Brief, den er 1690 an Huygens sendete und dessen Inhalt er der Royal Society vortrug, eine eigene Gravitationstheorie, welche später unter dem Namen Le-Sage-Gravitation bekannt geworden ist. Diese Theorie, an der er bis zu seinem Lebensende arbeitete, beruht auf der Annahme von kleinsten Teilchen, deren Stöße die Körper aufeinander zu treiben.
Um 1700 stellte er zusammen mit Pierre de Baufre Versuche an, gelochte Edelsteine als Lager für Räder in mechanischen Uhren zu nutzen. Für diese heute noch gebräuchliche Technik erhielten die beiden 1705 ein Patent.

## Newton, Leibniz und die Camisarden
Besonders eng war jedoch die Beziehung zu Isaac Newton, von dessen Gravitationstheorie er von Anfang an beeindruckt war. 1691 versuchte er gar, eine neue Ausgabe von Newtons Philosophiae Naturalis Principia Mathematica zu erstellen, beendete dieses Vorhaben jedoch nicht. Um 1694 kühlte die Beziehung zwischen den beiden jedoch ab. In dieser Zeit fanden auch mehrere Briefwechsel mit Gottfried Wilhelm Leibniz statt.
Berühmt geworden ist Fatio später jedoch durch seine wichtige Rolle beim Streit zwischen Newton und Leibniz, wer nun der erste Erfinder der Infinitesimalrechnung war. In einem Brief (1699) warf er Leibniz indirekt vor, er habe sich fremden geistigen Eigentums bemächtigt und löste damit den Streit aus.
Im Jahr 1706 begann Fatio sich mit den sogenannten Camisarden zu verbinden – radikalen protestantischen Exilanten, die aus Frankreich geflohen waren. Bald darauf schloss er sich einer apokalyptisch-millenaristischen Gruppe an, die als „französische Propheten“ bekannt wurde. Diese Gruppe predigte das baldige Weltende und wurde von den etablierten Hugenottenkirchen als ketzerisch angesehen.
Im Jahr 1707 wurden Fatio, Élie Marion und Jean Daudé vor dem Queen’s Bench in London wegen Aufwiegelung angeklagt – mit Unterstützung der britischen Regierung, die eine politische Verschwörung vermutete.
Nach seiner Rückkehr von religiös motivierten Reisen durch Europa zog sich Fatio zunehmend aus der wissenschaftlichen Öffentlichkeit zurück. Von ihm erschienen nur noch wenige Schriften, und sein Ruf als ernstzunehmender Naturphilosoph verblasste. Er starb 1753 in der Nähe von Worcester.
Nach Fatios Tod erwarb sein Genfer Landsmann Georges-Louis Le Sage dessen wissenschaftlichen Nachlass. Dieser  befindet sich nun zusammen mit Le Sages Papieren in der Universitätsbibliothek in Genf.

## Schriften
- Lettre N° 2570. In: Société Hollandaise des Sciences (Hrsg.): Oeuvres complètes de Christiaan Huygens. Band 9. The Hague 1690, S. 381–389 (gallica.bnf.fr).
- De la cause de la Pesanteur. In: Karl Bopp (Hrsg.): Drei Untersuchungen zur Geschichte der Mathematik (= Schriften der Straßburger Wissenschaftlichen Gesellschaft in Heidelberg. Band 10). De Gruyter & Co, Berlin / Leipzig 1929, S. 19–66 (Wikisource oder degruyter.com).
- De la Cause de la Pesanteur. Mémoire de Nicolas Fatio de Duillier. In: Bernard Gagnebin (Hrsg.): Notes and Records of the Royal Society of London. Band 6, 1949, S. 125–160, JSTOR:531280.